# Molly O'Brien
Molly O'Brien est une productrice et réalisatrice américaine.

## Biographie
Molly O'Brien est originaire de Los Angeles en Californie. Elle a étudié à la Tisch School of the Arts de New York où elle a obtenu un diplôme en études cinématographiques et audiovisuelles en 1989. Molly O'Brien s'est rapidement spécialisée dans la réalisation et la production de documentaires en étant formée par le cinéaste Ken Burns. En 1998, son premier court métrage intitulé A Pig With Hair est présélectionné pour l'Oscar du meilleur court métrage documentaire. Entre 2000 et 2016, elle travaille ensuite de façon indépendante et participe à des projets collectifs, comme la série documentaire American High sur la vie de quatorze adolescents du lycée d'Highland Park pour laquelle elle remporte un Primetime Emmy Award avec les autres producteurs du programme télévisé en 2001. Molly O'Brien réalise également des films de commande pour des organismes comme l'ONG écologiste Natural Resources Defense Council pour qui elle signe Terminal Impact en 2004. 
Après avoir enseigné le cinéma au Dodge College de l'Université Chapman d'Orange en Californie de 2012 à 2013, elle travaille pour la Sundance Institute de 2013 à 2015 afin de promouvoir le développement du cinéma indépendant,. Depuis 2015, elle fait partie de la société de production de films documentaires Fork Films installée à New York. Molly O'Brien y est productrice déléguée chargée des projets innovants. Elle résume sa mission en ces termes : « Quand on regarde les médias de masse, on s'aperçoit que beaucoup de figures importantes de la société ne sont pas représentées […]. Que ce soient les femmes, les personnes de couleur ou essentiellement les voix minoritaires, on ne leur donne jamais la parole et ils ne peuvent pas raconter leurs histoires. Leurs voix ont besoin d'être entendues et elles sont faciles à trouver, et ceux qui croient que c'est impossible n'ont jamais vraiment essayé. »

## Filmographie

### Productrice
- 1998 : A Pig With Hair (également réalisatrice)
- 2000 : American High (en) (série)
- 2000 : Some Common Things That Happen to Corpses (également réalisatrice)
- 2002 : Schooling Jewel de Nick Doob
- 2005 : Going Hollywood (série)
- 2004 : Terminal Impact (également réalisatrice)
- 2006 : Sierra Club Chronicles (série)
- 2007 : The ACLU Freedom Files (série)
- 2011 : Precision Motors (également réalisatrice)
- 2014 : Cesar's Last Fast (en) de Richard Ray Perez et Lorena Parlee
- 2016 : The Bad Kids (en) de Keith Fulton et Louis Pepe